# Katlenburg-Lindau
Katlenburg-Lindau er en by og en kommune i Landkreis Northeim, i den tyske delstat Niedersachsen.

## Geografi
Komunens lnadsbyer ligger hovedsageligt i floddalene til Rhume, Oder og Söse mellem landsskaberne Solling, Nationalpark Harzen og Eichsfeld. Området er præget af udstrakte skove, afvekslende med landbrugsland, og er for en del beskyttet under Naturschutzgebiet Rhumeaue / Ellerniederung / Gillersheimer Bachtal.

### Inddeling
I kommunen ligger landsbyerne
| - Berka - Elvershausen - Gillersheim - Katlenburg | - Lindau - Suterode - Wachenhausen |

### Nabokommuner
Wulften am Harz, Bilshausen, Krebeck, Bodensee, Nörten-Hardenberg, Northeim, Kalefeld, Osterode am Harz, Bovenden, Ebergötzen